# Monatélé
Monatélé ist eine Gemeinde und Hauptort des Départements Lekié in der Region Centre in Kamerun.

## Geografie
Monatélé liegt im Westen Kameruns, etwa 30 Kilometer nordwestlich der Hauptstadt Yaoundé.

## Geschichte
Die Gemeinde Monatélé wurde 1964 gegründet.

## Verkehr
Monatélé liegt an einer Piste die von der Nationalstraße N4 abzweigt, nordwestlich der Stadt verläuft der Fluss Sanaga.

## Persönlichkeiten
- Irene Bell Bonong (* 1995), Sprinterin